# Biratori
Biratori (平取町?) è una cittadina giapponese della prefettura di Hokkaidō.